# Santa Eulàlia d'Ultramort
Santa Eulàlia d'Ultramort és una església romànica del municipi d'Ultramort inclosa en l'Inventari del Patrimoni Arquitectònic de Catalunya.

## Descripció
Edifici religiós.- Església d'una nau, de planta rectangular i capçalera carrada que no destaca de la resta de l'edifici. Les tres capelles laterals, la sagristia i el cor són afegitons tardans. En una mènsula del cor hi ha gravat l'any "1574" i a la porta de la sagristia el "1732". També pertanyen a reformes tardanes les obertures dels frontis: portada barroca classicitzant, amb pilastres, motllures i una fornícula rematada per un frontó on hi figura l'any 1745 i un rosetó. A l'angle SW del temple es dreça el campanar de torre, de planta quadrada i obertures d'arc apuntat. L'església és coberta amb una volta apuntada i seguida, sense arcs torals ni triomfal. El parament és de carreus escairats, força grans; la volta és feta amb pedres sense treballar. A l'interior hi ha una làpida gòtica datada l'any 1340.

## Història
L'any 1046 és citada l'església de Sancte Eulalie de Ultramorte, en l'acte de restitució fet per Bernat de Fonolleres i la seva esposa d'un alou, amb motiu de la dedicació d'aquest temple. Al segle xiv és esmentada com a parròquia. El lloc, des del 1316, fou possessió de la Seu de Girona. Algunes fonts defensen que és el temple més antic del bisbat del qual consta la consagració, ja que la rebé del bisbe Gualaric l'any 816.

## Imatges

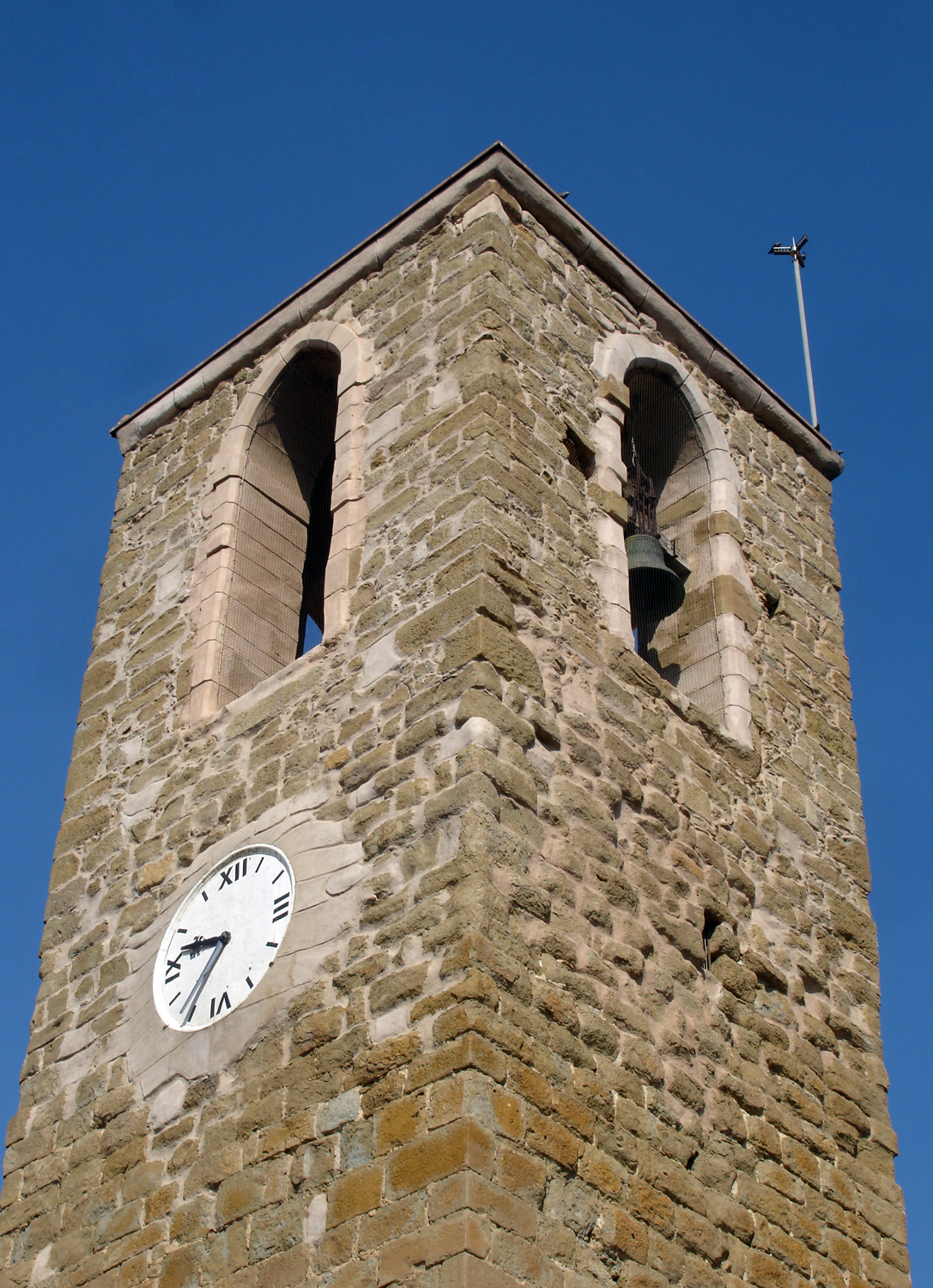
Campanar
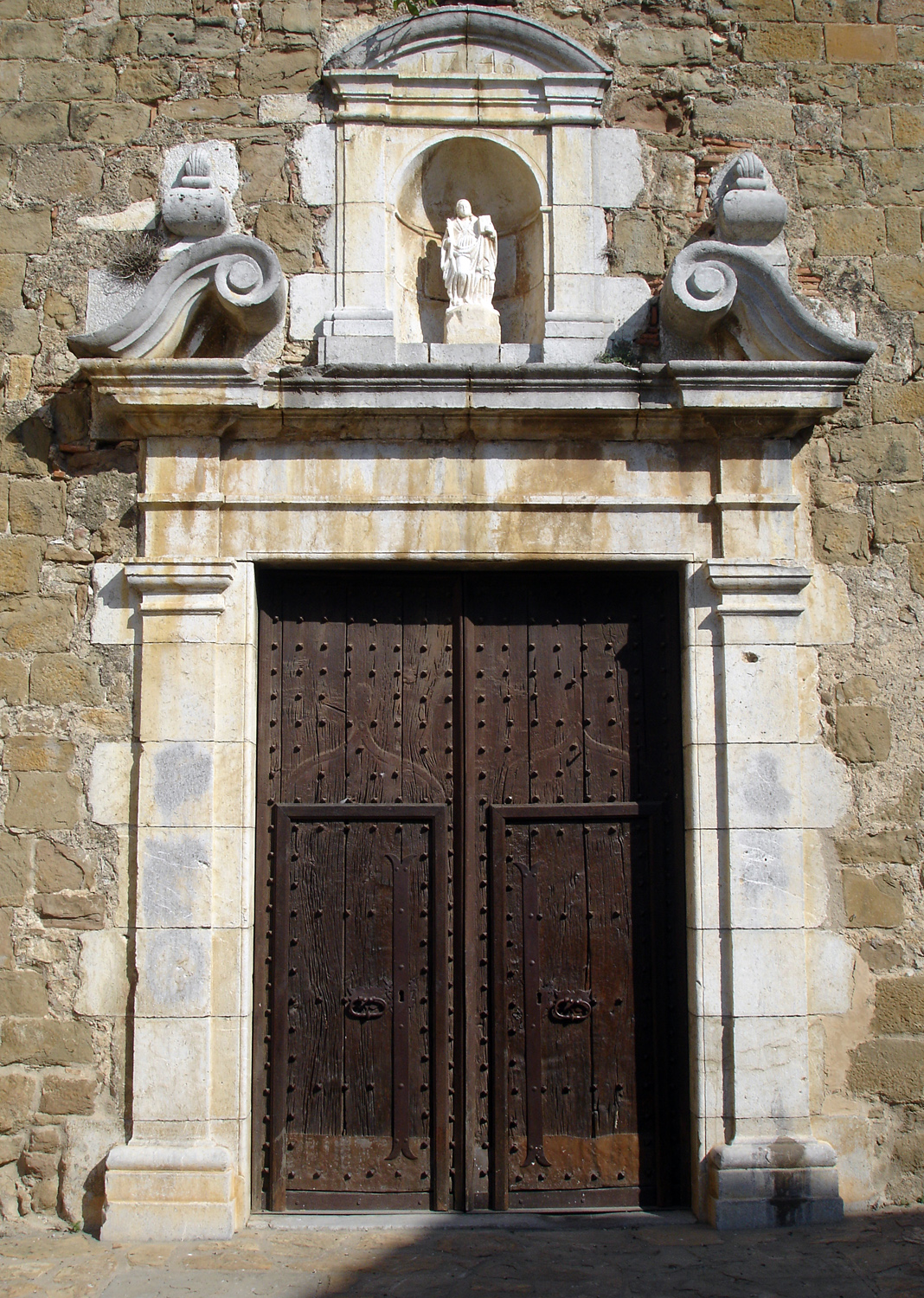
Portal
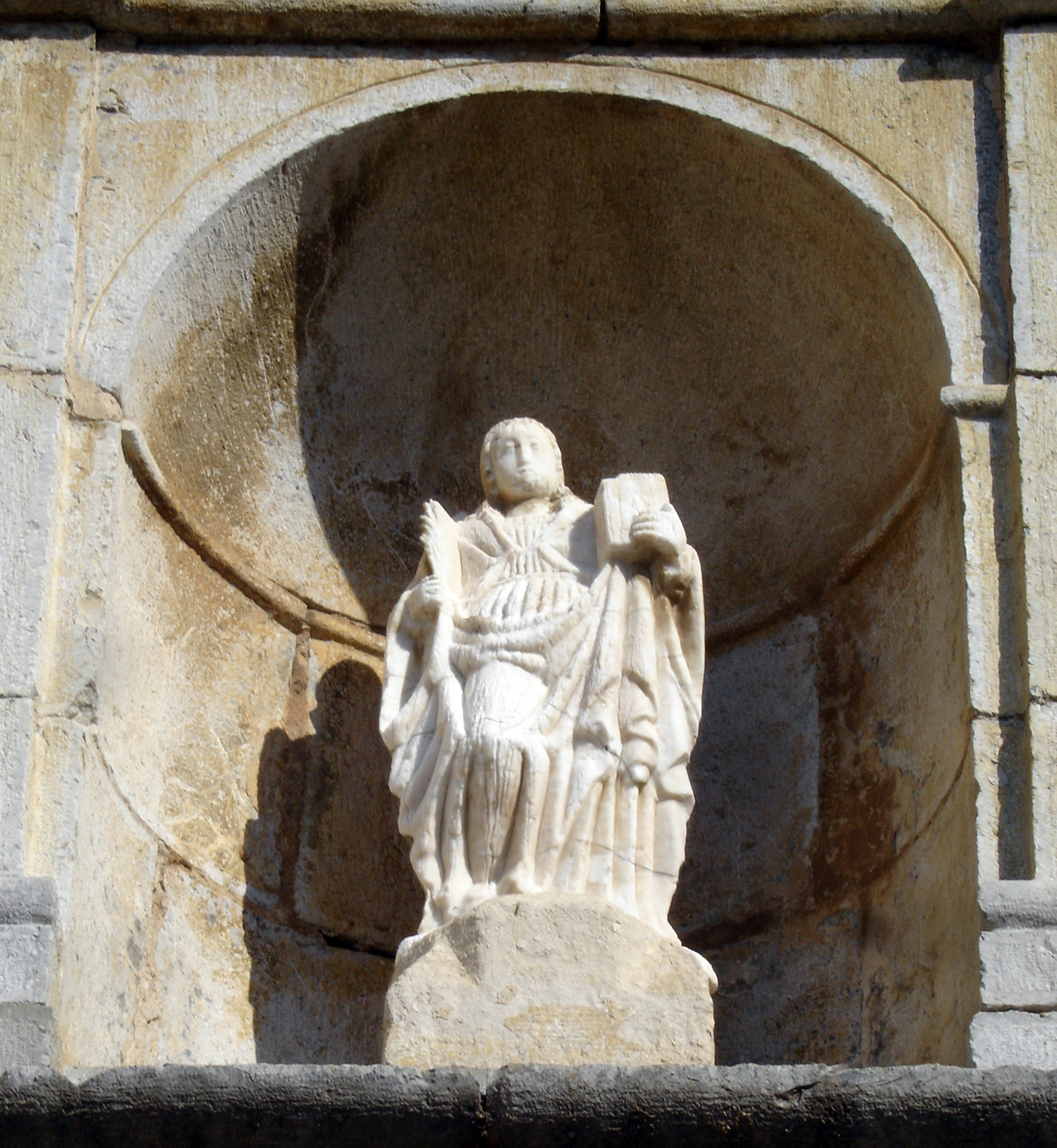
Escultura de Santa Eulàlia que presideix l'entrada